# 辻順治
辻 順治（つじ じゅんじ、1882年7月1日 - 1945年4月13日）は、日本の明治から昭和時代戦前にかけて活動した作曲家。陸軍戸山学校軍楽隊第11代楽長を歴任。
現在の山形県鶴岡市出身。

## 来歴
1882年（明治15年）、山形県西田川郡鶴岡町（現在の鶴岡市）で元大泉藩藩士・辻吉貞の長男として出生。大山尋常高等小学校を卒業後、同校の臨時教員を経て授業傭となった。1899年（明治32年）に教員を辞し、翌1900年（明治33年）に陸軍戸山学校へ入隊する。
1910年（明治43年）、遺英陸軍軍楽隊員に選ばれて3月から12月までイギリスに派遣され、テナー・サクソフォーン演奏を担当する。1927年（昭和2年）5月8日、第11代軍楽隊楽長を拝命、1932年（昭和7年）7月1日付で定年退官した。
退役後は日本ポリドール吹込部長へ転じ、後にビクターレコードへ移籍して洋楽部長に至る。1945年（昭和20年）4月13日死去。享年64（満62歳没）。墓所は郷里の鶴岡にある本鏡寺。

## 作品
- 標準軍歌集（野ばら社、1941年） NCID BB24035736 - 今村嘉悦との共著。

### 軍歌
- 爆弾三勇士の歌（作詞：与謝野鉄幹、1932年） - 大沼哲（軍楽隊楽長補）との合作。
- 進軍（作詞：児玉花外、1933年）
- 工兵の歌（作詞：陸士第52期生合作、1937年）
- 上海派遣軍の歌（作詞：上海派遣軍司令部、1938年）
- 愛国機（作詞：佐藤惣之助、1943年）

### 校歌
- 山形県立庄内農業高等学校校歌（作詞：土井晩翠）
- 旧鶴岡市立加茂小学校校歌（作詞：斎藤重盛）

### 自治体歌
- 初代鶴岡市民歌（作詞：沢谷長太郎、1933年）
- 酒田行進曲（作詞：山口喜市、1933年）